# Trentepohlia (Mongoma) distigma
Trentepohlia (Mongoma) distigma is een tweevleugelige uit de familie steltmuggen (Limoniidae). De soort komt voor in het Oriëntaals gebied.